# Vadstena
Vadstena est une petite ville sur la rive gauche du lac Vättern en Suède, dans la province d'Östergötland. Elle est peuplée de 5 612 habitants et est le chef-lieu de la commune de Vadstena.
C’est dans cette ville que, en 1346, sainte Brigitte de Suède a fondé un monastère double : l'abbaye de Vadstena, premier couvent de l’ordre de Sainte-Brigitte.
Centre historique avec un château ; église et maisons du Moyen Âge.

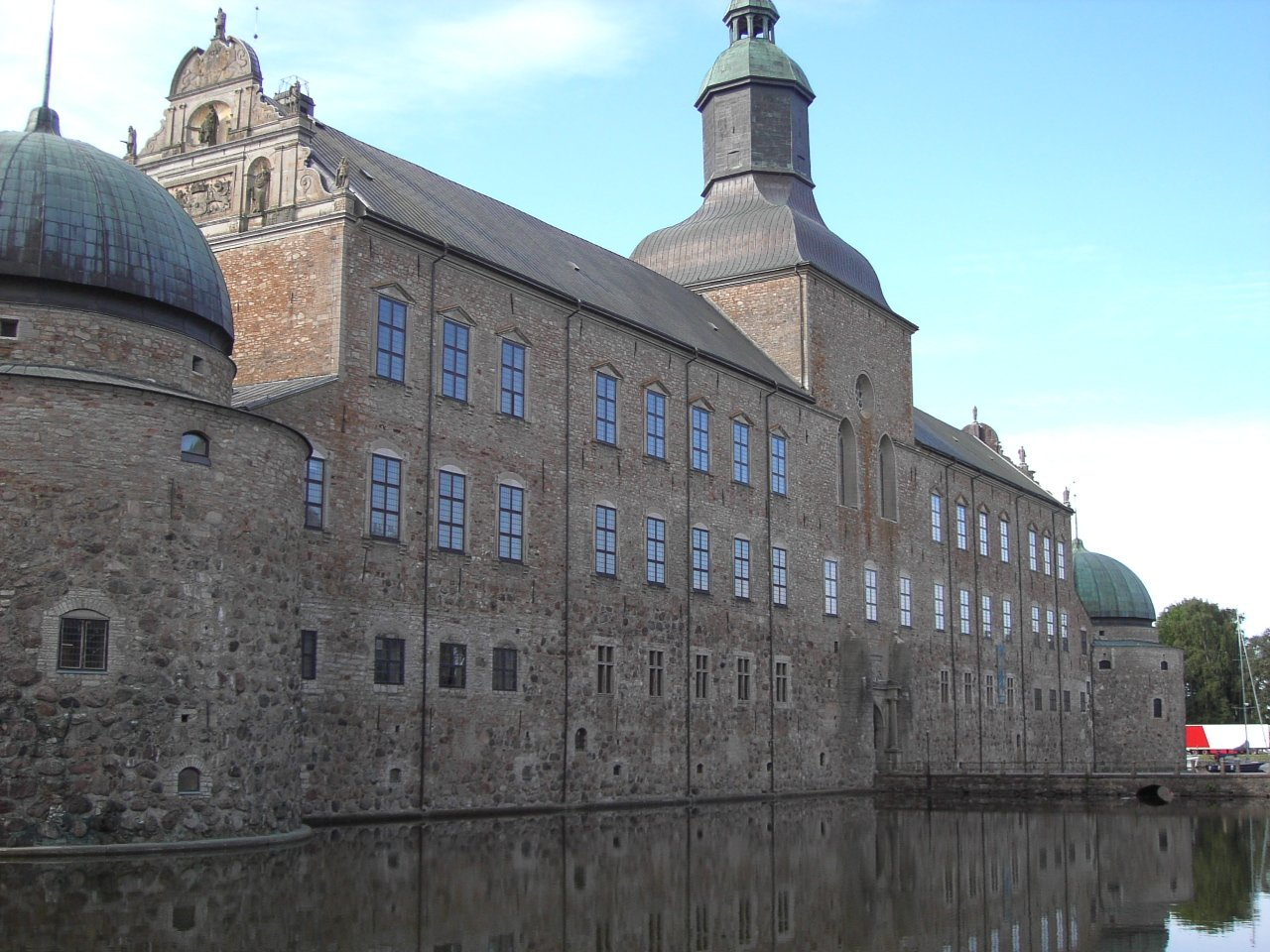
Le château de Vadstena, XVIe siècle.

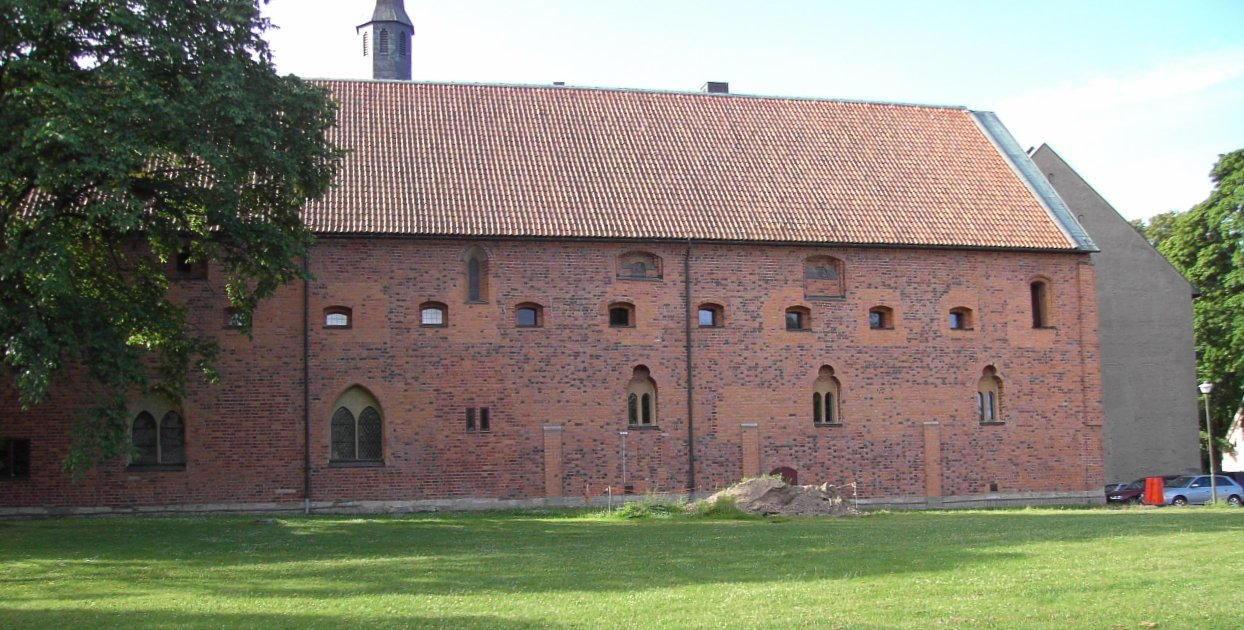
Le palais de la dynastie des Folkungar à Vadstena, érigé vers 1250 par Birger Jarl, est le bâtiment profane en briques le plus ancien de Suède.